# Лазаревич Олександр Володимирович
Лазаревич Олександр Володимирович (рос. Лазаревич Александр Владимирович; нар. 1957, м. Москва) — радянський і російський письменник-фантаст та футуролог, філософ, перекладач.
За фахом — фізик. Працює перекладачем в науково-дослідній установі космічної галузі. Проживає в місті Корольов Московської області.

## Біографія і творчість
Літературою почав займатися з 1975 року. Пізніше з'явилися повісті «Зореліт-1» (1985) і «Місячний Сон» (1987), де на фоні фантастичного сюжету була присутня критика радянської дійсності. У 1986 році Олександр Лазаревич написав філософську працю «Генератор бажань», в якій висловив свою думку про стан сучасного суспільства, проблеми та перспективи розвитку людства, висунув низку новаторських ідей. Основний висновок книги — безсмертя особистості досяжне і є технічно можливим. Він описує технічний підхід до досягнення безсмертя, який називає «модульною системою безсмертя».
З 1990 року Лазаревич почав працюти перекладачем у космічній галузі і став свідком її поступової деградації у 1990-х. Незважаючи на свої ранні критичні щодо СРСР твори, болісно сприйняв його розпад. У своїй філософській, з елементами футурології, праці «Совєтія. Роздуми про походження, історію та майбутнє радянської цивілізації, про її нинішню кризу і шляхи виходу з неї» стверджував, що радянський народ — поняття не метафоричне, а цілком реальне «етнічне утворення нового типу». Себе також вважає саме «радянським», а не росіянином. На його думку СРСР був першою країною, яка ставила за мету поліпшення добробуту населення за допомогою технічного прогресу; його розпад — це опускання до нижчого щабля розвитку суспільства. Сенсом життя радянського народу, на думку Лазаревича, є прагнення до радянської мрії — нескінченного розвитку техніки і за рахунок неї підвищення рівня свободи людини. Цю ж мету, як він вважає, ставили перед СРСР творці цієї країни.
У 1992 році Лазаревич пише науково-фантастичну дилогію «Черв», яку спочатку планував як сценарій до фільму для конкурсу, оголошеного «Американо-Радянською Кіноініціатівою». Однак його робота не перемогла в конкурсі, опублікувати її також не вдалося. З тих пір, сповідуючи комуністичні принципи поширення інформації, всі свої праці розміщує в Інтернеті.
У 1990-х роках поступово створює гіпертекстову працю «Ключ до майбутнього» — перероблений і доповнений варіант «Генератора Бажань».
У 1997 році пише повість «Мережа «Нанотех»», яку також перекладає англійською мовою. Ця повість разом з дилогією «Черв» стали його найпопулярнішими літературними творами. У «Мережі Нанотех» Лазаревич показує, як трансформується суспільство після створення мікроскопічних роботів, що здатні самокопіюватися та маніпулювати окремими атомами (нанороботи). Істотно новою ідеєю в «Мережі Нанотех» є єднання нанороботів у глобальну мережу та забезпечення інформаційних та біохімічних інтерфейсів цієї мережі з людьми; людство таким чином перетворюється в єдиний інформаційний та виробничий організм. У 2007 році закінчив науково-фантастичну повість «Технокосм» (приквел до «Мережі „Нанотех“»), присвячену проблемі позаземних цивілізацій, в якій пропонує своє вирішення парадоксу Фермі про «мовчання космосу».

## Твори Лазаревича

### Футурологія
- Генератор Бажань (1986)
- Ключ до Майбутнього (гіпертекст, 1994, 1998)
- Совєтія (2001)

### Наукова фантастика
- Назвемо його Фототроф (1982)
- Пісня пташеняти (1983)
- Зореліт-1 (1985)
- Місячний сон (1987)
- Черв (дилогія, 1992)
- Мережа «Нанотех» (1997)
- Технокосм (2007)

### «Ненаукова»фантастика
- Короткохвостик (1976)
- Чарівна маска (1984)

### Оповідання-головоломка
- Найпростіша справа Шерлока Холмса (1975)

### Гумор
- Феномен ДЛЧ (1977)